# Orrbergenmasten
Orrbergsmasten är en 324 meter hög stagad radio- och TV-mast belägen i Krokek i Norrköpings kommun, Östergötlands län. Masten drivs och underhålls av det statliga bolaget Teracom och förser cirka 110 000 hushåll i Östergötland och Södermanland med FM-radio och markbundna TV-sändningar.

## Tekniska data
- Höjd: 324 meter (438 meter inklusive antenn)
- Typ: Stagad fackverksmast
- Plats: Orrbergen, Krokek
- Koordinater: 58.67639°N 16.46778°Ö
- Ljussignalering: Aero VQ W, 6 Aero FR
- Lysvidd: Vit 21 nautiska mil, röd 6 nautiska mil
- Drift och underhåll: Teracom
- Användning: FM-radio och TV-sändningar

## Händelser
I juli 2007 orsakade ett blixtnedslag ett tillfälligt överföringsfel i Östergötland och Sörmland. Problemet kunde åtgärdas efter en omstart av sändarsystemet.